# Casa de Mendoza
La casa de Mendoza es una casa nobiliaria española, que tiene sus orígenes en la localidad de Mendoza en la actual provincia de Álava (País Vasco). Los Mendoza entraron al servicio del reino de Castilla durante el reinado de Alfonso XI (1312-1350). Álava, región montañosa limitada por los reinos de Castilla y Navarra, es uno de los territorios vascos incorporados a la monarquía castellana con fueros.

## Escudo y Lema

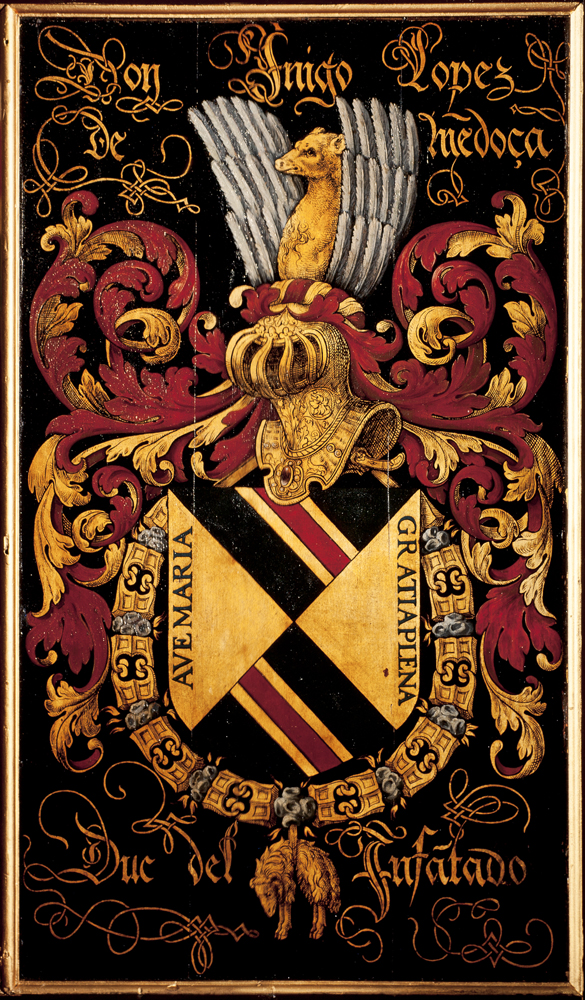
Las "armas de los Mendoza" figuran entre las de los caballeros del Toisón de Oro que asistieron en 1559 al capítulo de esta insigne Orden en la Catedral de San Bavón de Gante.

El lema de la Casa de Mendoza es “Ave María Gratia Plena”.

## Linaje

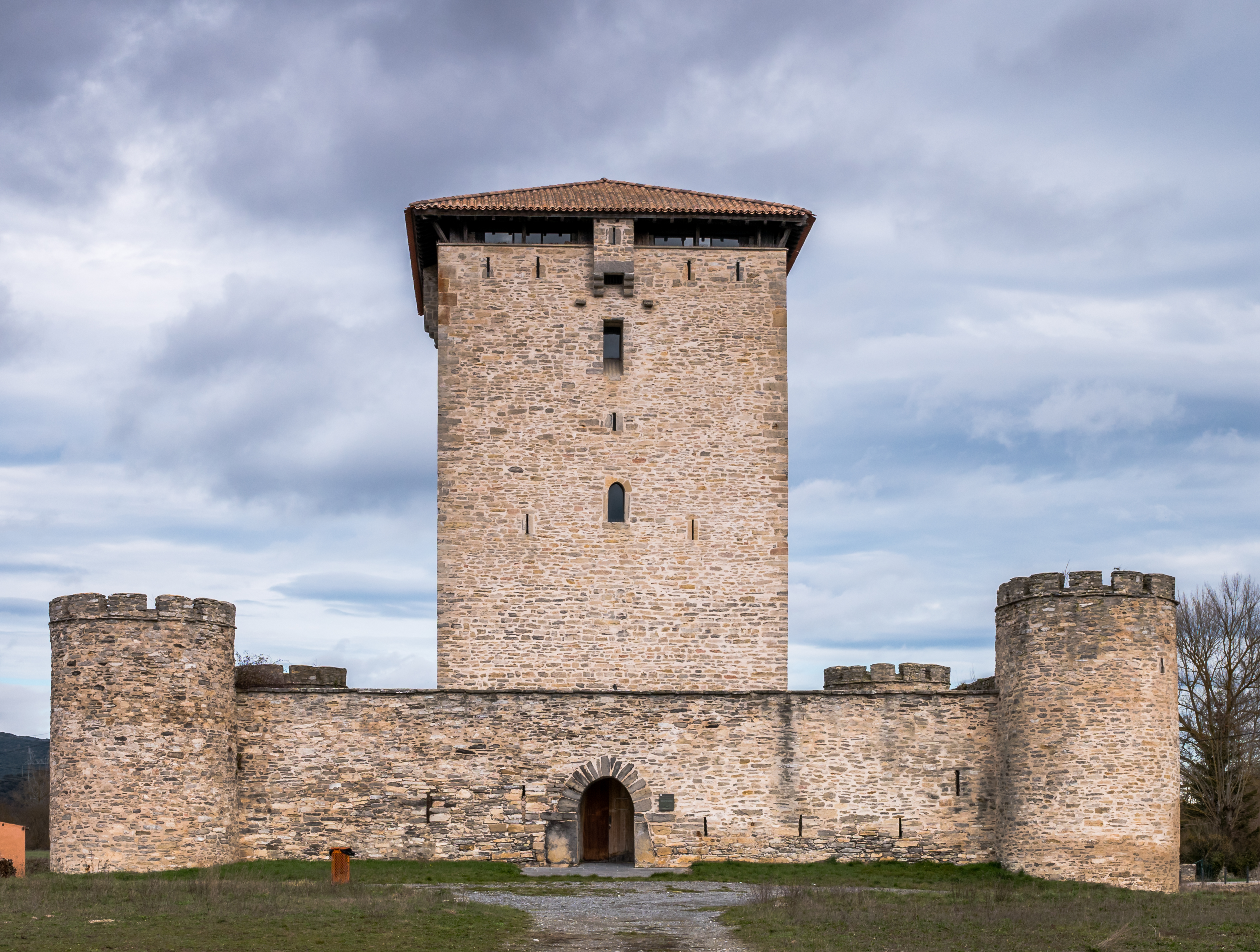
Torre de Mendoza en Álava.

El lugar de Mendoza en las cercanías de la ciudad de Vitoria, capital de la provincia de Álava, ha sido cuna de uno de los linajes más ilustres y prolíficos de la historia española. El origen de esta linaje está en Íñigo López, señor de Vizcaya en la segunda mitad del siglo XI, cuyo nieto Lope Sánchez, fue el primer señor de Llodio y señor de Álava por la cofradía de Arriaga. Lope Sánchez, falleció antes de 1121, según declara su viuda, Sancha de Frías, cuando donó parte de su herencia en Paternina al Monasterio de San Salvador de Oña.  Su nieto Lope Íñiguez fue el primero en utilizar el apellido Mendoza.
El hijo de este último, Íñigo López de Mendoza, fue quien construyó la torre de Mendoza a principios del siglo XIII. Asistió a la batalla de las Navas de Tolosa el 16 de julio de 1212 y por haber contribuido a la rotura del cerco de las cadenas que custodiaban la tienda del almohade Muhammad An-Nasir Miramamolín (1199-1213), añadió a su escudo de armas una orla con las cadenas.

## Los hidalgos en elsigloXIV
En virtud de su condición de caballeros, propietarios libres, los alaveses que pasaron a Castilla durante el siglo XIV, adquirieron la condición de hidalgos. Todos los miembros de la clase de los hidalgos, fueran caballeros o letrados, compartían las mismas responsabilidades con respecto a la res publica local, concretamente en la administración del reino. La mayor responsabilidad familiar era reunir, mantener, proveer y dirigir una partida armada que podían poner a disposición del rey si eran llamados por bando. Los caballeros aportaban a la corona estas partidas armadas, no en virtud de una obligación feudal, sino como profesionales de la guerra. Los de mayor rango, entre los caballeros, se convertían en vasallos del rey, mientras que los demás servían en las mesnadas de los vasallos o en la guardia del rey.

### Rangos
Según las Siete Partidas de Alfonso X (siglo XIII), los vasallos del rey eran quienes recibían caballos, dinero o tierras como recompensa por servicios de armas destacados. Además de las recompensas descritas, la corona asignaba puestos diversos en la administración del reino, con las consiguientes rentas y prebendas. Cuando los Mendoza y otras familias alavesas de caballeros pasaron a Castilla, entraron a participar en la vida pública del reino a través de una gama de actividades que hubieran resultado impensables en una monarquía más feudalizada o más centralizada.
Los caballeros ostentaban los cargos más importantes en la Mesta y ejercían el monopolio de las encomiendas de las órdenes militares, la mitad de los regimientos en los concejos de las villas y entre ellos se elegían los dos procuradores, que enviaban a las cortes. Los caballeros acapararon la administración real, corporativa y señorial a nivel nacional y local.

## Los Mendoza delsigloXIV

### Gonzalo Yáñez de Mendoza
Los Mendoza tienen su origen en Álava, siendo una rama de la Casa de los Haro, señores de Vizcaya.
El primer Mendoza que aparece al servicio del reino de Castilla es Gonzalo Yáñez de Mendoza. En el último período de la Reconquista, luchó en la batalla del Río Salado en 1340 y en el sitio de Algeciras en 1344, sirvió como montero mayor de Alfonso XI, se asentó en la ciudad de Guadalajara, de la que llegó a ser regidor, después de casarse con Juana de Orozco, hermana de Íñigo López de Orozco, señor de Escamilla. Orozco, otro alavés, había recibido el cargo de alcalde entregador de la Mesta como premio a sus servicios militares al rey. Era regidor de la ciudad de Guadalajara y uno de los hombres más ricos de la zona. En la carrera de Gonzalo, uno de los primeros Mendoza, se advierten los rasgos característicos que marcarán la historia de la familia: caballero por rango, luchó contra los moros, recibió como premio cargos del rey y llegó a ser regidor de la villa, donde se asentó y contrajo matrimonio con mujer de familia acaudalada e influyente.

### Pedro González de Mendoza

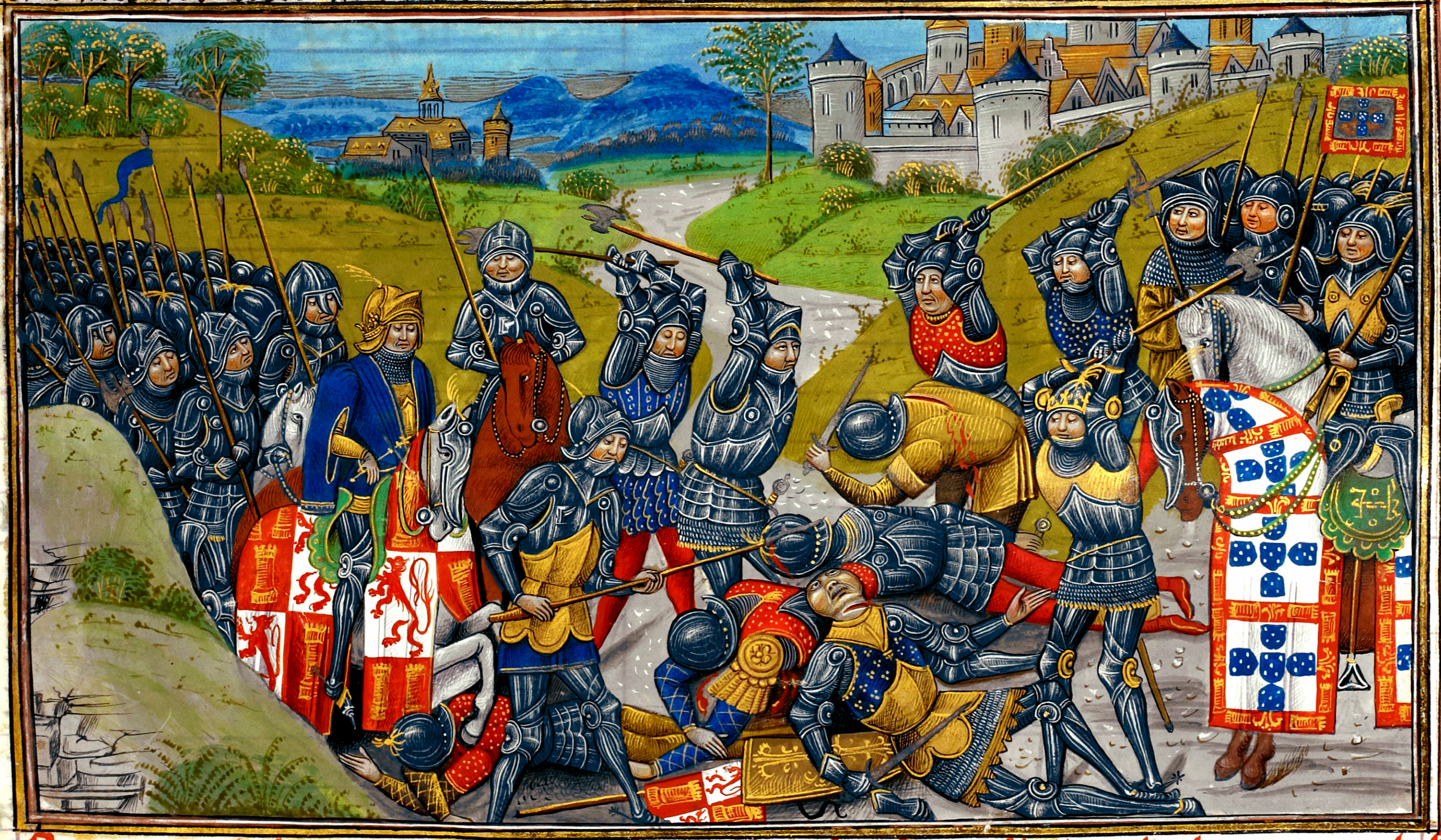
Batalla de Aljubarrota.

El hijo de Gonzalo, Pedro González de Mendoza, el héroe de Aljubarrota. Muerto en 1385, tuvo el acierto de elegir el lado vencedor en el momento preciso. Bajo su guía, los Mendoza consiguieron establecerse como una de las familias más ricas y poderosas de Castilla en el siglo XIV.
Durante los dieciséis primeros años del reinado de Pedro I, Pedro y su tío Íñigo López de Orozco apoyaron al rey. Este comportamiento cambió en 1366, con la deserción del rey, abandonando a su ejército y a la ciudad de Burgos, en contra de los consejos de sus capitanes. Los Mendoza, Orozco y otras familias alavesas reconocieron entonces como rey a Enrique de Trastámara, de quien recibieron privilegios y mercedes; Pedro fue nombrado mayordomo mayor del hijo de Enrique, el futuro rey Juan I, y su tío Orozco entró a formar parte del consejo de Enrique.
Con la entrada del Príncipe Negro en apoyo de Pedro I y de Francia en apoyo de Enrique, la guerra civil castellana se convirtió en parte de la guerra de los Cien Años. La batalla de Nájera, 3 de abril de 1367, aunque fue un desastre para el bando de Enrique, precipitaría la transformación de los Mendoza en un partido político.

#### Los sucesos de Nájera

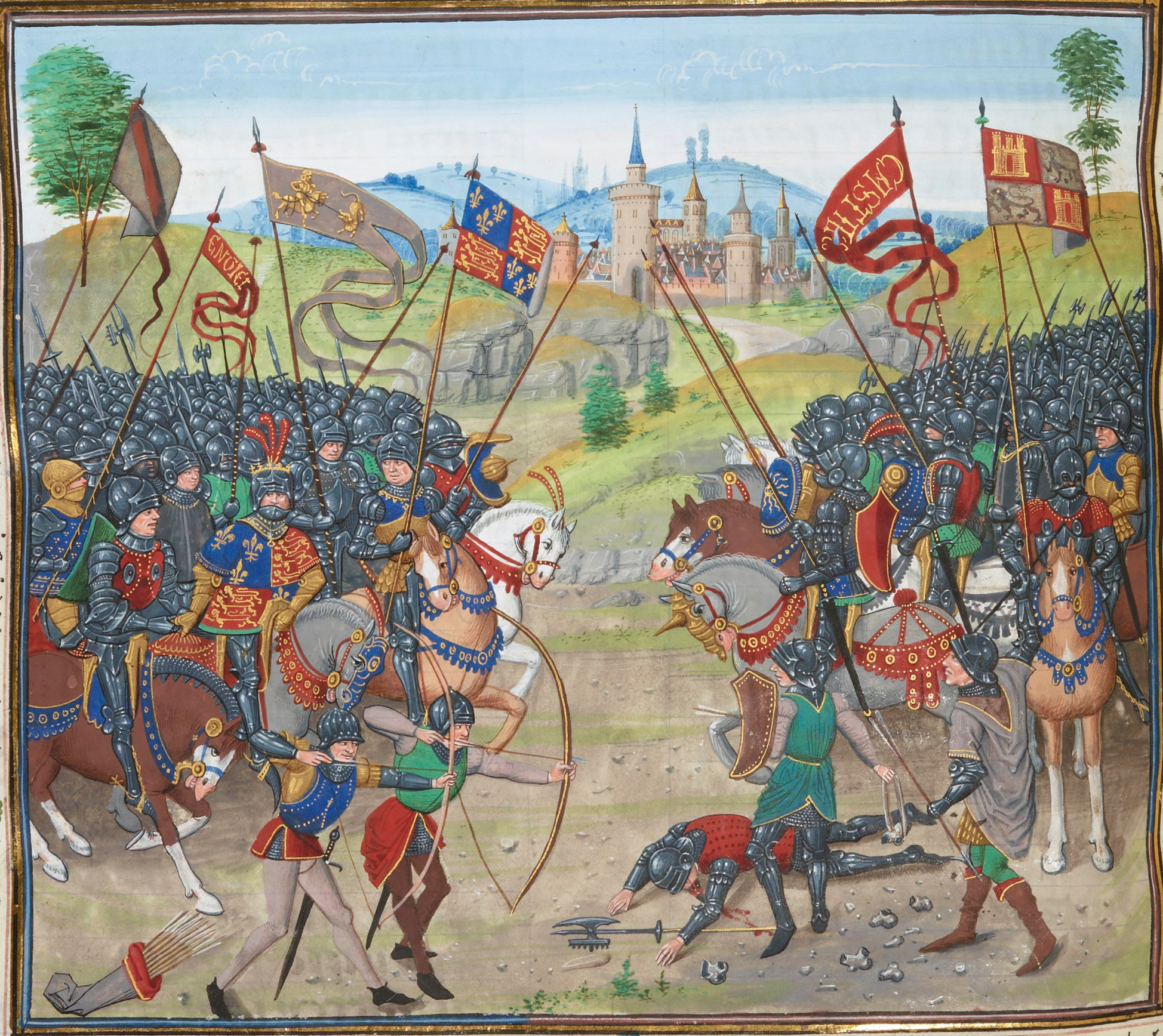
Batalla de Nájera.

Fueron los acontecimientos de Nájera, donde la mayoría de los alaveses cayeron prisioneros, más que cualquier otro factor, los que determinaron la sociedad de los Trastámara y la política de los Mendoza a lo largo del siglo XV: al pasarse del bando de Pedro al de Enrique en 1366.

Los modernos historiadores de los Mendoza, como Layna Serrano, pretenden que Pedro González de Mendoza abandonó a Pedro a causa del disgusto que le causaba el sanguinario desprecio del rey hacia la justicia, pero esta afirmación no explica que sirviera al rey lealmente y con provecho, durante quince años, después de que cometiera su primer asesinato, el de Garci Lasso de la Vega en 1351.
Helen Nader, Los Mendoza y el Renacimiento español, 1986

Mendoza abandonó a Pedro únicamente cuando las torpezas del rey dieron por resultado la pérdida de Burgos y se vio claro que no podría ganar la guerra.
La adhesión más bien tibia hacia la causa de Enrique se transformó en ferviente lealtad en Nájera, cuando su tío pasó a formar parte de los mártires de la causa de Enrique, al ser ajusticiado por la mano del rey, lo que provocó el disgusto y abandono del Príncipe Negro a la causa de Pedro I. Poco después los cautivos, ya liberados a costa de un cuantioso rescate a favor del príncipe inglés, iniciaron una serie de alianzas matrimoniales entre sí y con los epígonos. La dilatada familia vivió una experiencia histórica común y formó una corporación cerrada dentro de la aristocracia castellana.
Esta dilatada familia, surgida de los acontecimientos de Nájera, se convirtió en el más poderoso grupo político de Castilla y sus miembros ostentaron los cargos más altos, políticos y militares del reino.

### Diego Hurtado de Mendoza
Esta provechosa política de activo apoyo militar y político a la nueva dinastía fue mantenida por su hijo mayor, Diego Hurtado de Mendoza, almirante de Castilla. 

Escudo de la casa de Mendoza unido al de la casa de la Vega.

Había heredado una gran fortuna de su padre y añadido después grandes extensiones de tierra, gracias a las mercedes de Juan I y Enrique III, en las actuales provincias de Madrid y de Guadalajara. Amplió además los intereses familiares en Asturias, con su segundo matrimonio celebrado en 1387 con Leonor Lasso de la Vega, viuda por entonces de Juan Téllez de Castilla II señor de Aguilar de Campoo, cuya dote incluía Carrión de los Condes y los estados de las Asturias de Santillana, donde era conocida como la ricahembra. Aunque la pareja tuvo muchos hijos, mantuvieron casas separadas, Leonor en Carrión de los Condes con su madre, mientras el almirante permanecía en la residencia familiar de Guadalajara con su prima y amante Mencía de Ayala.
La vida pública del almirante fue una sucesión de victorias, pero su vida privada (convivió con su prima, Mencía de Ayala, en Guadalajara) costó a los Mendoza su alianza con el clan de los Ayala.
Como almirante, prestó grandes servicios en las guerras contra Portugal, pues los derrotó tres veces en tres encuentros navales. En las luchas de poder durante la minoría de edad de Enrique III (1390-1406), apoyó al bando vencedor al aliarse con sus tíos Pedro López de Ayala y Juan Hurtado de Mendoza, lo que le valió ser nombrado consejero del rey —en un momento en que también lo era su tío Ayala, que además era canciller mayor—, y la confirmación en 1391 de su señorío sobre el Real de Manzanares y en 1395 la villa de Tendilla y la confirmación de Cogolludo y Loranca más Liébana.
Poco antes de 1395 el almirante recibió el patronazgo de los cargos públicos de Guadalajara. Dado que anteriormente los Mendoza habían recibido para sí y sus descendientes el derecho a designar los procuradores en Cortes de la ciudad, a partir de entonces estuvieron en condiciones de dominar la principal ciudad de la zona de Guadalajara. Cuando murió en 1404, era considerado el hombre más rico de Castilla.

## Los Mendoza delsigloXV
Cuando enviudó Leonor de la Vega, uno de los ejecutores del testamento era Mencía de Ayala, amante de Diego Hurtado, con el resultado de que las dos mujeres entablaron una lucha enconada a propósito de los términos del testamento, dando a sus parientes, los Manrique, ocasión de disputar los extensos dominios de la herencia de los Mendoza. Las luchas y posteriormente los pleitos por la posesión de Liébana con los marqueses de Aguilar de Campoo (Manriques) se extendieron hasta bien entrada la segunda mitad del siglo XVI, hechos que no impidieron varias alianzas matrimoniales entre ambas casas.

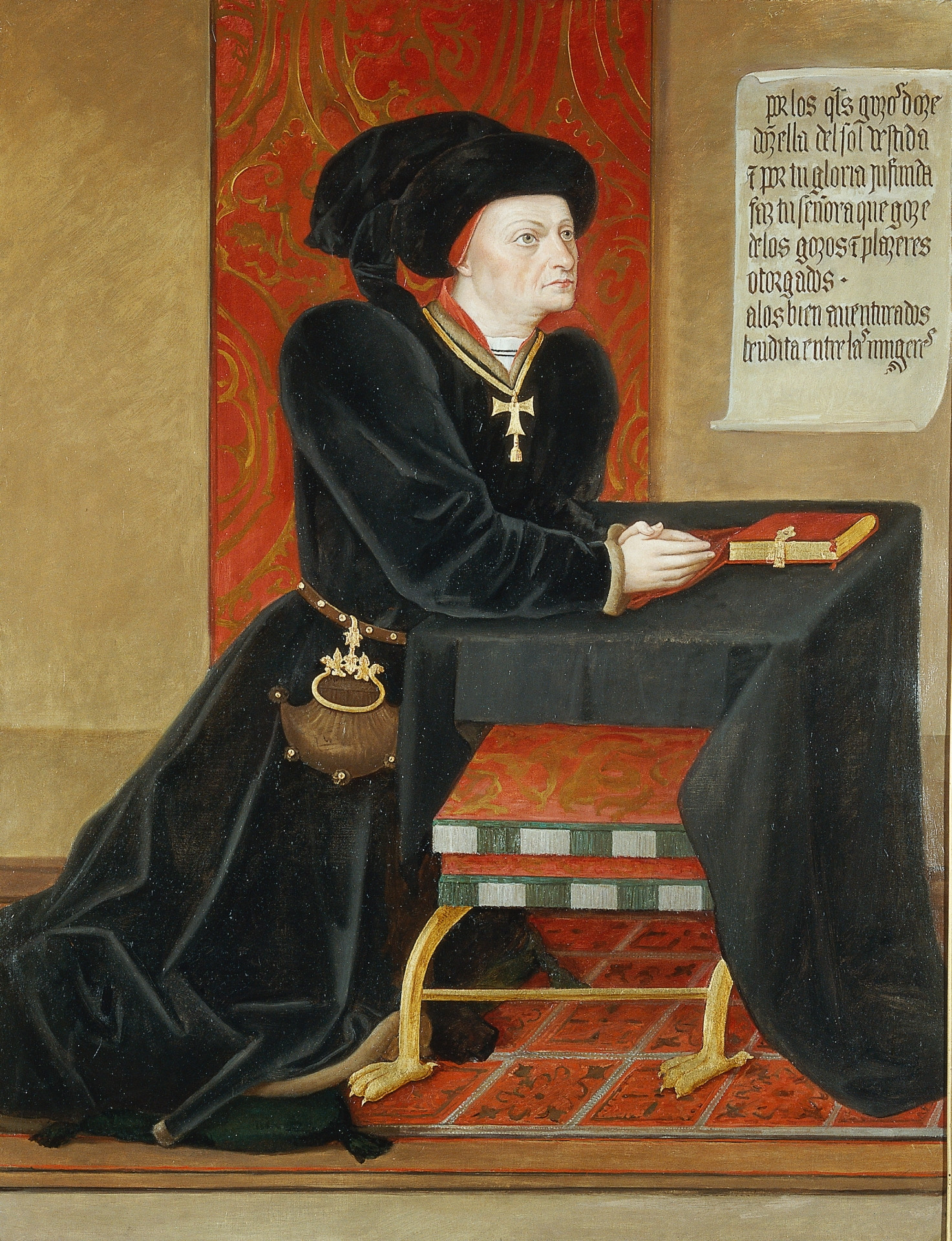
Íñigo López de Mendoza.

### Íñigo López de Mendoza
Una vez muerto el viejo canciller mayor, Pedro López de Ayala, en 1407, Leonor de la Vega rompió toda relación con la familia Ayala, pero mantuvo la política de matrimonios con el grupo de los de Nájera; el distanciamiento se prolongó hasta que Íñigo se hizo adulto, con perjuicios para las dos familias.
A fin de obtener los recursos militares y las influencias políticas que necesitaba en la Corte, para recuperar la fortuna arrebatada, Íñigo practicó una política circunstancial y oportunista, sellando acuerdos que rompía a continuación, prestando su apoyo ahora a unos y luego a otros, negando sus servicios militares hasta que fueran satisfechas sus demandas, desafiando la voluntad del rey, encastillado en sus fortalezas de Hita y Buitrago o trasladándose más tarde a la corte para defender sus intereses.

#### Acción política
Su primera acción política fue el golpe de Tordesillas en 1420, cuando luchando contra su tutor Juan Hurtado de Mendoza, se unió a las fuerzas del infante Enrique en un intento de secuestrar al joven rey Juan II. En esta fracasada acción, Íñigo se alió con sus primos Fernán Pérez de Guzmán, Fernán Álvarez de Toledo, futuro conde de Alba, y Pedro Fernández de Velasco, futuro Condestable de Castilla. Esta alianza entre los linajes, Mendoza, Guzmán, Álvarez de Toledo y Velasco, frecuentemente renovada, formó un sólido bloque político durante todo el siglo XV.
En cuanto a Santillana, como cabeza de los Mendoza en el prolongado conflicto entre Juan II y sus primos los infantes de Aragón, empleó los primeros cuarenta años de reinado en defender el reino de sus ataques. Desde el episodio de Tordesillas hasta 1427, los Mendoza y sus aliados se opusieron a los infantes de Aragón y apoyaron la carrera de Álvaro de Luna con vistas a fortalecer la monarquía. En 1428, Álvaro premió a Santillana nombrándole miembro del consejo del rey. Sin embargo, en 1431 Íñigo se atrincheró en su fortaleza de Hita durante ocho meses, y Fernández de Velasco, Álvarez de Toledo y Pérez de Guzmán fueron encarcelados por traición.
Durante los ocho años siguientes, 1431 a 1439, la amenaza de los infantes fue nula y Álvaro de Luna aprovechó esta paz para consolidar su posición, otorgando tierras y títulos a cierto número de caballeros para asegurarse su apoyo, y creando la primera nobleza hereditaria en la historia de Castilla. Aunque los Mendoza no se sentían atraídos por su política, muchos de sus aliados y parientes se beneficiaron de ella. Por ejemplo, Fernán Álvarez de Toledo fue nombrado conde de Alba en 1438 y recibió así el primer título de nobleza hereditario de Castilla y el primer título fuera del patrimonio real, por lo que sus herederos no necesitaron más la renovación real de sus derechos nobiliarios.
Cuando Juan II fue hecho prisionero en 1443 por el infante Juan, convertido ya en rey de Navarra, Santillana se negó a pelear en favor del rey, a menos que le fuera confirmada la propiedad de las tierras heredadas de los Vega. El año siguiente, Navarra volvió a amenazar con otra invasión, y cuando los aliados de los Manrique organizaron una rebelión en apoyo de Navarra, Santillana colaboró en la derrota de estos, recibiendo como pago adelantado los títulos de marqués de Santillana y conde del Real de Manzanares.
En contraste con las pequeñas familias de las generaciones anteriores, diez de los hijos que tuvo Santillana llegaron a la edad adulta. Se casaban jóvenes, en ocasiones más de una vez, tenían muchos hijos, alcanzaban una edad avanzada y conseguían un nivel de influencia personal que los ponía a cubierto de cualquier eventualidad política.

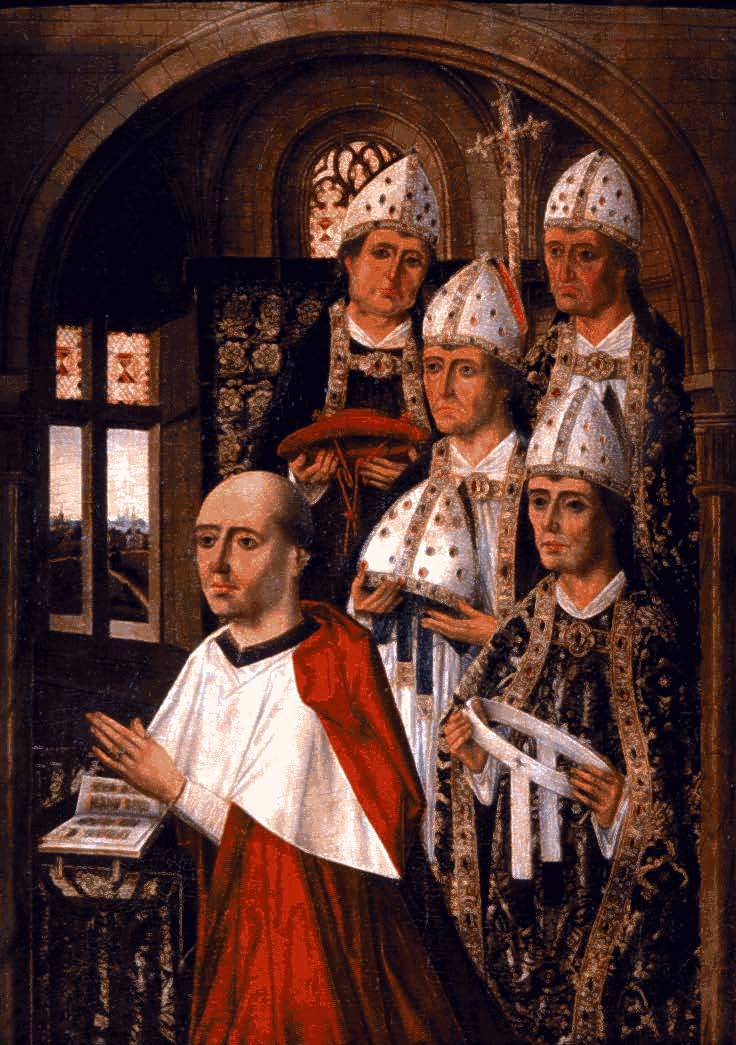
Cardenal Mendoza.

### Pedro González de Mendoza
Después de la muerte de Santillana, ocurrida en 1458, la jefatura de la familia pasó a su hijo mayor, el segundo marqués de Santillana, pero la dirección efectiva quedó a cargo de uno de los hijos menores, Pedro González de Mendoza, obispo de Calahorra.
En 1464, se inicia en Castilla un nuevo capítulo de la tradicional lucha entre el monarca y sus parientes. Durante los diez primeros años de su reinado, el heredero de Enrique IV, que no tenía hijos, fue su medio hermano Alfonso, nacido del segundo matrimonio de Juan II.

#### Acción política
Los Mendoza se abstuvieron de tomar partido, hasta que los rebeldes, capitaneados por Juan Pacheco en la Farsa de Ávila, el 5 de junio de 1465, destronaron en ausencia al rey, lo quemaron en efigie y proclamaron rey a Alfonso. El obispo de Calahorra publicó un discurso denunciando los hechos y, junto con sus hermanos, se apresuró a acudir en defensa del rey. Enrique recompensó generosamente a los hermanos Mendoza; en el mes de septiembre, después de la batalla de Olmedo, ganada por las fuerzas reales, el rey entregó a Juana a los Mendoza, como fianza de cuanto les había prometido, Pedro pasó a residir en la Corte, para asegurarse de que el rey no volviera a capitular ante sus enemigos. El 5 de octubre de 1465, el marqués de Santillana, en representación del partido del rey, y el conde de Benavente, en nombre de los rebeldes, firmaron un acuerdo de cese de hostilidades.
En septiembre de 1468, en un momento en que el obispo de Calahorra no se hallaba en la Corte, Enrique se entrevistó con Isabel y firmaron el Tratado de los Toros de Guisando, renunciando a los derechos de Juana y reconociendo a Isabel como su legítima heredera, con la condición que no se casara sin su consentimiento. Los Mendoza se enojaron por esta traición y Pedro formuló una protesta en nombre de Juana, que se clavó en las puertas de las iglesias de numerosas ciudades.
El matrimonio de Fernando e Isabel en 1469 supuso el fin del conflicto que había dispersado la lealtad de los nobles en direcciones opuestas y mantenido a Castilla en constante agitación durante más de cincuenta años. En 1473, los Mendoza se comprometieron a apoyar el partido de Isabel, a cambio de garantías seguras sobre las tierras castellanas que reclamaban, en competencia con Juan II de Aragón, además del cardenalato para el obispo de Calahorra. Al morir Enrique en 1474, Fernando e Isabel contaron con el apoyo de la familia y sus aliados tradicionales, aportando el mando y la mayor parte de las fuerzas que les dieron la victoria en la guerra civil (1474-1480), hecho que Isabel reconoció en 1475, al conferir el título de duque del Infantado al segundo marqués de Santillana. En el documento en que se otorga este título, se designan por su nombre a varios personajes de la familia Mendoza y se indica la relación que los une con el infantado:

E acatando otrosí a los grandes hombres e caballeros, hermanos, yernos e hijos, e sobrinos, e parientes vuestros, que conmigo y con vos a la dicha batalla se hallaron; los cuales por sus grandes dignidades, estados, e por los grandes deudos que con vos tienen es razón de ser aquí nombrados; especialmente el Reverendísimo don Pedro González de Mendoza, cardenal de España, arzobispo de Sevilla y obispo de Sigüenza, nuestro tío, vuestro hermano, y don Pedro de Velasco, conde de Haro, condestable de Castilla, vuestro cuñado, e don Beltrán de la Cueva, duque de Alburquerque, vuestro yerno, e don Lorezo Suárez de Mendoza, conde de Coruña, vizconde de Torija, vuestro hermano, e don Gabriel Manrique, conde de Osorno, vuestro primo, e don Pedro de Mendoza, conde de Monteagudo, vuestro sobrino, e don Diego Hurtado de Mendoza, obispo de Palencia, vuestro sobrino, e Alonso de Arellano, vuestro yerno, e don Juan e don Hurtado de Mendoza, vuestro hermano, e don Benardino de Velasco, vuestro sobrino, hijo del dicho condestable, e don Pedro de Mendoza, e don Juan de Mendoza, vuestros hijos, e don Bernardino de Mendoza, vuestro sobrino, hijo del dicho conde de Coruña, e don García Manrique, comendador mayor de Castilla, vuestro sobrino, hijo del dicho conde de Osorno, y otros muchos caballeros de vuestro linaje y estado.
Arteaga y Falguera, C. de; La Casa del Infantado. Cabeza de los Mendoza. Madrid, 1940

El cardenal utilizó la influencia que ejerció sobre los jóvenes monarcas para enriquecerse y enriquecer a los suyos, situando a sus parientes en puestos influyentes de todo el reino y asegurándolos con títulos nobiliarios. Reinando Enrique IV, hacia 1467, dos de sus hermanos recibieron títulos de nobleza: Íñigo López de Mendoza y Figueroa fue nombrado conde de Tendilla, Guadalajara, y Lorenzo Suárez de Figueroa lo fue de Coruña del Conde, Burgos. Pedro Fernández de Velasco, casado con la hermana mayor del cardenal, fue designado condestable de Castilla en 1472 y el cargo se hizo hereditario en la familia. Gracias a la influencia del cardenal sobre Fernando el Católico e Isabel I de Castilla, el hermano mayor, Diego Hurtado de Mendoza, fue nombrado duque del Infantado en 1475, confirmándose sus derechos sobre las posesiones vinculadas a este título.
Su cambio de defensores de los derechos de la princesa Juana a dirigentes del partido de Isabel fue el momento culminante de la historia política de los Mendoza. En Nájera, en 1367, Pedro González de Mendoza era uno más de los capitanes del partido de los Trastámara. El apoyo de los Mendoza a Isabel, en 1474, ayudó a convertirla en reina de Castilla. Los Mendoza habían pasado de ser capitanes no muy importantes de la hueste del rey, a hacer reyes y a constituir la fuerza política y militar mayor, más rica y poderosa de Castilla.[cita requerida]

### Deudo
Los cimientos genealógicos y políticos de esta familia quedaron asentados en los años posteriores a la batalla de Nájera; sus oportunidades para una ascensión acelerada se iniciaron al ser diezmados los ricoshombres y la vieja nobleza a finales del siglo XIV en Aljubarrota y continuaron con la necesidad de nuevos dirigentes políticos, en las luchas encarnizadas de la familia real a comienzos del siglo XV.
La forma elegida por los Mendoza para crear su propio grupo, la familia, no era la única posible, pero sus rasgos legales hacían de ella una eficaz fuerza social y económica en pie de igualdad con otros grupos corporativos, como los gremios o los concejos. La eficacia política y económica de la familia era corroborada por la estructura legal de la familia nuclear, por los vínculos de lealtad, vigentes en la familia amplia, que fomentaban la unidad política, y por la acumulación de títulos de nobleza y mayorazgos, que convertían los dominios del primogénito en el centro económico de toda la familia.
La unidad de la familia nuclear venía condicionada por la situación jurídica de los hijos adultos, heredada del Derecho romano, antes de las reformas de 1505. En las cortes de Toro el hijo no alcanzaba la mayoría de edad hasta la muerte de su padre, de forma que el hijo adulto no podía establecer casa propia, firmar contratos, prestar juramento de fidelidad, alzar o mandar un ejército o ejecutar cualquier acto público sin el consentimiento de su padre. Con todas estas incapacidades legales, resultaba inconcebible, y evidentemente nadie lo esperaba, que un hijo intentara hacer fortuna o emprender una carrera política fuera del círculo familiar.
En diciembre de 1443, Santillana estableció una alianza con su primo, Luis de la Cerda, conde de Medinaceli; los dos eran sobrinos nietos de Ayala y a la vez consuegros.

Por quanto en este regno han sido e son grandes bolliçios, guerras, escándalos e muertes, e se esperan más adelante, por la causa que a todos es conosçida, e esto aya logar por ser sembrada tanta sizaña e hodio entre los grandes del regno unos con otros, por la qual son muy diversos en opiniones e non se pueden ligeramente concordar; e para esto remediar prinçipal e primeramente sería muy complidero e aún neçesario procurar unidad e amistança entre los dichos grandes del reino; e en caso que de todos en uno no sea ligera nin presta la concordia, nin por eso se deva dexar de fazer entre algunos dellos que a ello bien se convienen. E como aquellos devan buscar e procurar más la amistança e juntamento que mayores deudos e más çercanos en uno tengan, por ser la discordia de aquellos más peligrosa, por ende, nos don Luis de la Çerda, conde de Medina, señor del Putº de Santa María, e Iñigo López de Mendoça, señor de la Vega, queremos que sea conosçido a todos los que la presente verá que, por serviçio de Dios e del rey, nuestro señor, por dar algún buen comienço a loa concordia sobredicha, que nuestra final e apurada voluntad es que entre nos e nuestras Casas, que en tan grandes deudos de consanguinidad e matrimonios de nuestros fijos e nietos somos, non aya nin pueda razonablemente venir discordia nin división alguna, más que así e más, si puede ser, seamos juntos en una voluntad e opinión por amor, confederaçion e liança e buena concordia, como los sobredichos deudos lo quieren e mandan en esta guisa: que nos guardemos e trataremos bien e verdaderamente el uno al otro, o el otro al otro, e procuraremos el uno por el otro, el otro por el otro, que dicho señor rey nos faga merçedes a nos e a cada uno de nos.
Osuna, 1860/5 — Ref. Helen Nader

En el marco de la familia amplia, los vínculos no eran tan estrictos desde el punto de vista legal, pero los sentimientos hacían que, en definitiva, resultaran igualmente firmes. Los miembros de la familia en sentido amplio, cuyas ramificaciones eran definidas por la misma familia, estaban obligados a actuar unidos contra los enemigos y apoyar a los aliados del grupo. Tanto las obligaciones como los parientes unidos por ellas se llamaban deudos. Este mismo deudo unía al vasallo del rey al monarca; cuando no existían unas obligaciones jurídicamente establecidas entre las partes, subsistía el vínculo del deudo, vínculo que creaba derechos y deberes mutuos.

## Los Mendoza delsigloXVI
La lealtad a la familia que demostraron los hijos de Santillana no perduró en la siguiente generación. Muerto el cardenal, la jefatura de la familia recayó en el condestable de Castilla residente en Burgos, Bernardino Fernández de Velasco, nieto de Santillana, una anomalía según los historiadores, en detrimento de Íñigo López de Mendoza y Luna, duque del Infantado, que tenía su casa en Guadalajara. Bernardino será quien dirija a los Mendoza durante los años críticos, en los que la corona pasó de los Trastámara a los Habsburgo. Pero el condestable se encontró al frente de unos Mendoza menos dispuestos a seguir las directrices de un solo jefe. Las mismas cotas de poder que el cardenal había asegurado a la joven generación de la familia, permitieron que sus miembros emprendieran carreras políticas más independientes.

### Éxito y declive
El palacio del Infantado en Guadalajara no dejó de constituir el centro material de la familia. Los Mendoza que permanecieron en Castilla, aceptaron la jefatura del condestable, pero incluso en este grupo surgieron disputas, sobre todo entre el Infantado y el conde de Coruña, que debilitaron la cohesión de la familia como unidad política y militar. Aún más amenazada se vio la unidad familiar por la actuación de dos de los nietos de Santillana: el hijo mayor del cardenal, Rodrigo, marqués del Cenete, e Íñigo, el segundo conde de Tendilla.

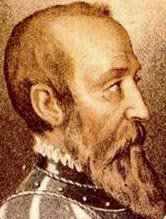
Rodrigo Díaz de Vivar y Mendoza.

#### Rodrigo Díaz de Vivar y Mendoza
El marqués del Cenete y Conde del Cid actuó, en todos los aspectos, con total independencia del grupo de los Mendoza, impulsado por su carácter altivo y arrogante. Desde sus bases en Granada, donde gracias a su padre, el cardenal, poseía vastos dominios, ocupó el puesto de alcaide de Guadix y llegó a formar parte del concejo de Granada. Cenete desarrolló una carrera marcada por la audacia, el oportunismo y el escándalo.
En 1502 se casó en secreto y en 1506 raptó a la mujer con la que Isabel la Católica le había prohibido casarse. En 1514 fue acusado por la corona de entrar en la ciudad de Valencia totalmente armado, sin permiso real, y en 1523 se unió a su hermano menor, el conde de Mélito, otra vez sin permiso, para sofocar la revuelta de las germanías. En 1535, su segunda hija, heredera del título y fortuna, se casó con el heredero del duque del Infantado, regresando los títulos a la casa central de los Mendoza.

#### Diego Hurtado de Mendoza
La carrera de Diego Hurtado de Mendoza, conde de Mélito y hermano menor del marqués del Cenete, presenta unos rasgos totalmente distintos. Mélito desempeñó un papel moderadamente importante como virrey de Valencia durante los primeros años del reinado Carlos V, en la sublevación y control de la germanías.

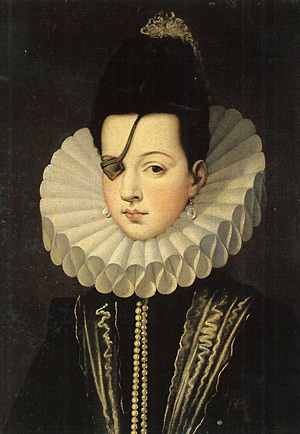
La princesa de Éboli.

##### Ana de Mendoza y de la Cerda
Nieta del conde de Mélito, se casó con el favorito de Felipe II, Ruy Gómez de Silva, en 1553. La pareja, que recibió en 1559 el título de príncipes de Éboli, se convirtió en centro de un partido político en la Corte. Frente a la política del duque de Alba de una «España cerrada», los Mendoza fueron impulsores de una «España abierta» a las nuevas ideas.
El período, marcado por el ascendiente político de los Éboli en Castilla, que va de 1555 hasta la muerte de Ruy Gómez de Silva en 1573. Esta política de «España abierta» no era típica de la casa de los Mendoza en su conjunto, sino más bien de las ramas de la familia que tenían su origen en el cardenal Mendoza, para las que había creado unas bases propias de poder en los reinos de Granada y Valencia.

#### Íñigo López de Mendoza y Quiñones
El más famoso y capaz de los nietos de Santillana fue el segundo conde de Tendilla. Gracias a la influencia de su tío, el cardenal, Tendilla fue nombrado capitán general del reino de Granada y alcaide de la Alhambra. Era capaz de gestos deslumbrantes como su primo el marqués del Cenete, pero intensamente leal a Fernando el Católico: durante las disputas sobre la sucesión surgidas después de 1504, fue uno de los pocos nobles castellanos que permaneció fiel a Fernando y se opuso a los esfuerzos de Felipe de Borgoña para hacerse con el reino. Se casó con Francisca Pacheco Portocarrero (hija de Juan Pacheco, I duque de Escalona y de su esposa María Portocarrero Enríquez, VI señora de Moguer y Villanueva del Fresno). Fueron padres de Antonio de Mendoza y Pacheco, primer virrey de Nueva España y segundo del Perú. También fueron padres de Luis Hurtado de Mendoza y Pacheco,  II marqués de Mondéjar y III conde de Tendilla.
Cada vez más absorto en los problemas del reino de Granada, Tendilla se fue aislando del resto de la familia. El resultado fue una acentuación de sus posturas conservadoras y su convicción de que su casa era la única que se mantenía fiel a las tradiciones familiares de los Mendoza.

#### Lope Hurtado de Mendoza

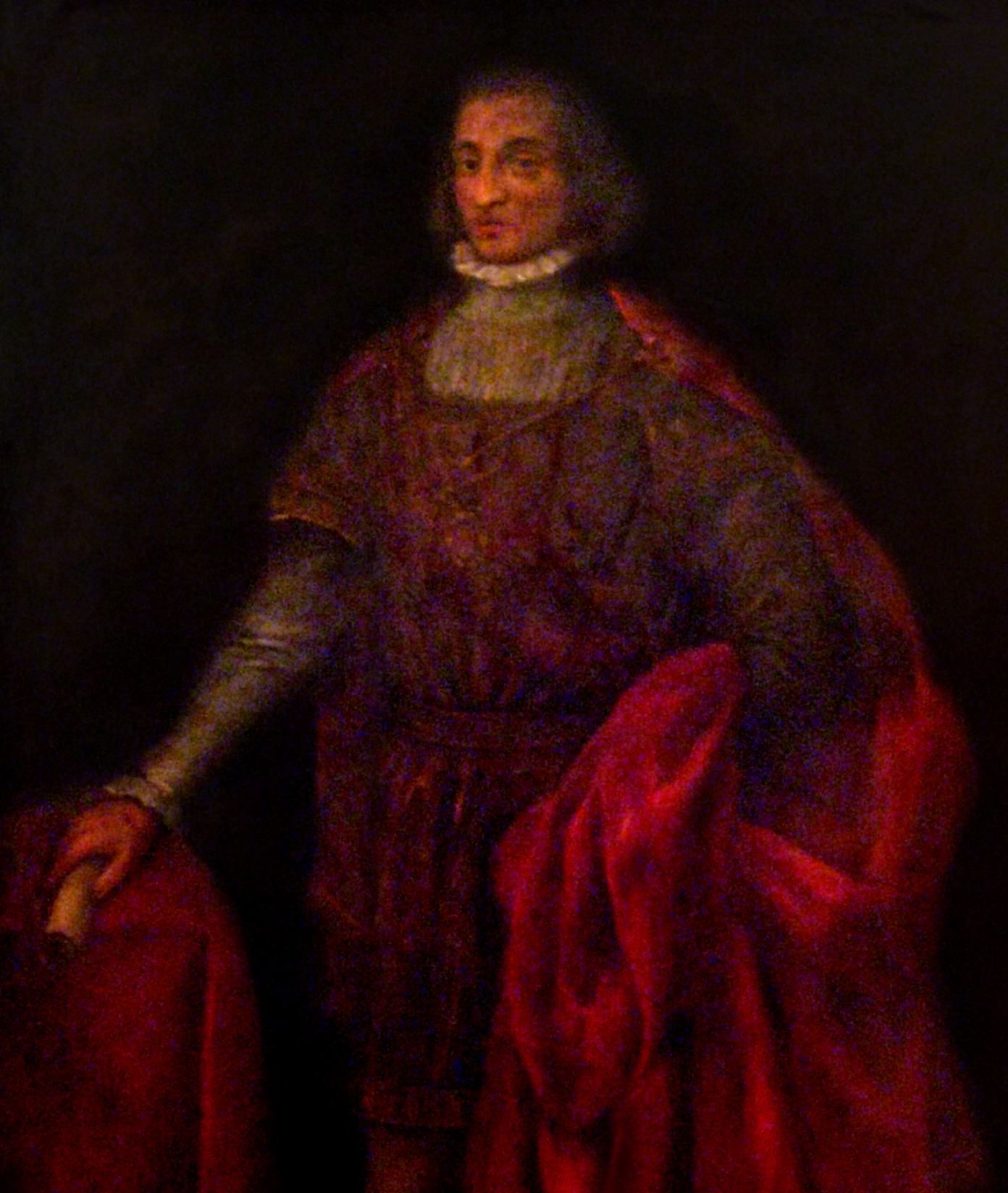
Lope Hurtado de Mendoza, embajador de Carlos V.

Nacido en 1499, fue el hijo menor de Juan Hurtado Díaz de Mendoza y Salcedo, señor de Legarda, Salcedo y la Bujada, prestamero mayor de Vizcaya. Al no ser heredero del mayorazgo fue enviado a la corte, donde prosperó y llegó a ocupar puestos de importancia, siendo nombrado miembro del Consejo del Reino y mayordomo mayor de Margarita de Austria. Sirvió también como gobernador de Orán y embajador ante las cortes de Portugal, Alemania y Roma. Heredó de su padre el señorío de la Bujada y en 1539 fue nombrado comendador de la encomienda de Villarrubia de Ocaña por el emperador Carlos V. Casó en primeras nupcias con Teresa Ugarte, heredera del señorío de Astobizas (Vizcaya). Su segunda esposa fue Margarita de Rojas, con quien tuvo a Fernando de Mendoza, que se distinguió en la carrera militar y llegó a general de la costa de Granada y comendador de Sancti Spiritus en Alcántara. Falleció en octubre de 1558. La casa señorial que se hizo construir en Burgos entre 1547 y 1556 forma parte en la actualidad del Museo de Burgos.

### Política familiar
Durante la mayor parte del reinado de los Reyes Católicos no surgieron conflictos graves entre los nobles ni se produjeron crisis a escala nacional capaces de poner a prueba la cohesión de la familia. Tendilla y sus primos, separados de la rama principal por la expansión de una familia prolífica y por la dispersión geográfica de sus respectivas carreras políticas, se entregaron, cada cual por su lado, a asegurarse el éxito sin mayores consideraciones hacia la familia en conjunto. Cuando el pleito sucesorio generó, de nuevo, graves conflictos en Castilla, los Mendoza no pudieron o no quisieron actuar como un solo grupo; Tendilla en particular adoptó posiciones contrarias a la del resto de la familia.
En la atmósfera de crisis y rebelión que se apoderó de Castilla a la muerte de Isabel la Católica en 1504, los Mendoza se vieron forzados a elegir entre su política tradicional, de apoyo a la dinastía Trastámara, cuyo último representante era Fernando el Católico, que había cimentado el éxito de la familia en el pasado y establecido la nueva política, de apoyo a la nueva dinastía de Borgoña, que se lo aseguraría en el futuro. El tercer duque del Infantado, jefe nominal de los Mendoza, así como el condestable, que de hecho dirigía los asuntos de la familia, optaron por la nueva política con vistas a mantener el vigor de la familia como unidad política. Tendilla prefirió mantener la tradición. Mientras Castilla estuvo bajo el gobierno de los Trastámara, su política tuvo éxito; cuando quedó claro que la dinastía se extinguiría en Castilla, la postura adoptada por Tendilla resultó perjudicial para su influencia política y su prosperidad material, impidiendo que la familia actuara unida y debilitando la eficacia de los Mendoza en conjunto.
Aunque en los siglos siguientes siempre habría algún personaje del apellido en puestos relevantes, la idea de «familia» del marqués de Santillana, no sobreviviría al siglo XVI.

## ElsigloXVII
El título de vizconde de La Torre fue otorgado el 27 de abril de 1690 a Juan de Mendoza y Posada, I marqués de Deleitosa, bisabuelo de José Joaquín de Vereterra y Agurto, V marqués de Gastañaga, sentado al palacio de Gastañaga. Sus herederos, vía Miguel de Vereterra y Carreño, VI marqués de Gastañaga y V marqués de Deleitosa, son antepasados de María del Rosario de Vereterra y Armada, marquesa de Canillejas, José Gómez Acebo, III marqués de Cortina y Luis Gómez-Acebo, vizconde de la Torre, título rehabilitado en 1967.